# Wulfilopsis tenuipes
Espèce
Synonymes
- Anyphaena tenuipes Keyserling, 1891
- Wulfilopsis keyserlingi Soares & Camargo, 1955

Wulfilopsis tenuipes est une espèce d'araignées aranéomorphes de la famille des Anyphaenidae.

## Distribution
Cette espèce est endémique du Brésil.

## Description
Le mâle décrit par Brescovit en 1997 mesure 4,40 mm et la femelle 4,80 mm, les mâles mesurent de 3,70 à 4,60 mm et les femelles de 3,60 à 4,80 mm.

## Publication originale
- Keyserling, 1891 : Die Spinnen Amerikas. Brasilianische Spinnen. Nürnberg, vol. 3, p. 1-278 (texte intégral).